# 文覺和尚
文觉（1664年—18世纪），清朝禅宗僧人，江南长洲（今江苏省苏州市）人。
雍正年间，文觉在宫中侍奉清世宗雍正帝，秘密参划谋略，运筹帷幄。文觉参与了年羹尧、隆科多、允禩、允禟诸案，即所谓“年隆阿塞之狱”，一时之间被朝臣礼重。清高宗乾隆帝即位，将文觉遣回原籍，并且让七十多岁的文觉徒步回苏州，交由地方官管制。